# Provincia de Caserta
Caserta (en italiano Provincia di Caserta) es una provincia de la región de Campania, en Italia. Su capital es la ciudad de Caserta.
Tiene un área de 2639 km², y una población total de 920.560 hab. (2012). Hay 104 municipios en la provincia (fuente: ISTAT, véase este enlace).

## Municipios
| Ciudad                   | Población (hab.) | Superficie (km²) |
| ------------------------ | ---------------- | ---------------- |
| Caserta                  | 79.137           | 53,91 km²        |
| Aversa                   | 52.365           | 8,73 km²         |
| Marcianise               | 43.139           | 30 km²           |
| Maddaloni                | 39.157           | 36,53 km²        |
| Santa Maria Capua Vetere | 33.713           | 15,76 km²        |
| Mondragone               | 26.558           | 54 km²           |
| Castel Volturno          | 23.179           | 72.23 km²        |
| Sessa Aurunca            | 22.860           | 163 km²          |
| Casal di Principe        | 20.746           | 23 km²           |
| Teano                    | 12.536           | 89,43 km²        |
| Alife                    | 7.638            | 64,32 km²        |
| Pietravairano            | 2.965            | 33.49 km²        |